# Sanmatenga FC Kaya
Sanmatenga FC Kaya ist ein Fußballverein aus Kaya, einer Stadt im westafrikanischen Staat Burkina Faso.
Der Verein ist nach der Provinz Sanmatenga benannt und spielte zur Saison 2004/05 zum bisher letzten Mal in der höchsten Spielklasse des Landes.
Als Zweitligist kämpft SFC Kaya mit finanziellen Schwierigkeiten, wie Vereinspräsident Mohamado Ouédraogo bei einer Generalversammlung am 26. Juli 2009 bekanntgab.
Vereinsfarben sind Grün und Weiß, Heimspiele werden im Stade provincial de Kaya ausgetragen.